# Girls like You (webserie)
Girls like You es una webserie italiana con gran éxito de YouTube, creada por creado por la youtuber Rosy Di Carlo en el canal de YouTube "Diva e Lesbica". Está compuesta por 1 temporada de 7 episodios. Las protagonistas de la serie son Veronica Satti y Rosy Di Carlo, dos figuras muy importantes en el mundo LGBT italiano.

## Argumento
Elena y Chloe asisten a la misma facultad, pero nunca se han notado, por un extraño caso se ven obligadas a estudiar el comportamiento de un pez dorado durante siete días seguidos.

## Crítica
La serie fue muy apreciada por varias revistas y periódicos italianos, que definieron el año como la primera serie web basada en lesbianas.